# Evan Adams
Evan Tlesla Adams (sinh ngày 15 tháng 11 năm 1966) là một diễn viên, nhà viết kịch và bác sĩ người Canada bản địa. Anh được cả thế giới biết đến với vai diễn trong các bộ phim của Sherman Alexie, trong vai Thomas Builds-the-Fire trong bộ phim năm 1998 Smoke Signals và Seymour Polatkin trong bộ phim năm 2002 The Business of Fancydancing.

## Sự nghiệp

### Điện ảnh
Anh đã giành được một Giải Tinh thần độc lập năm 1999 cho Màn trình diễn xuất sắc nhất cho vai diễn trong bộ phim Smoke Signals và giải thưởng Los Angeles Outfest vào năm 2002 cho vai diễn trong phimFancydancing.
Ở Canada, Adams đã xuất hiện chủ yếu trên truyền hình, bao gồm các vai diễn trong The Beachcombers, "Lost in the Barrens" Da Vinci's Inquest, Neon Rider, These Arms of Mine, Da Vinci's City Hall, The L Word và Wolf Canyon, và các vai diễn trên sân khấu trong Lear và Dry Lips Oughta Move to Kapuskasing. Anh xuất hiện vào năm 1990 trong bộ phim truyền hình "Lost in the Barrens". Anh cũng xuất hiện trong bộ phim tài liệu Just Watch Me: Trudeau và Thế hệ thập niên 70, nói về trải nghiệm của chính mình khi còn là một người đồng tính trẻ, Người đàn ông đầu tiên lớn lên ở Canada trong thời đại Trudeau.
Các vở kịch của anh, bao gồm Dreams of Sheep, Snapshots, Dirty Dog River và Janice's Christmas, đã được công chiếu trên khắp Canada và quốc tế.

### Y khoa
Adams cũng đã làm việc với rất nhiều các chương trình y tế của First Nations tại Canada, bao gồm giáo dục về bệnh HIV/AIDS và điều trị lạm dụng rượu và ma túy. Năm 2002, Adams đã hoàn thành bằng cấp y khoa tại Đại học Calgary. Ông đãỷttở thành Thủ trưởng của Bệnh viện St. Paul/UBC, Thạc sĩ Y tế Công cộng của Đại học Johns Hopkins, và giữ chức Phó Giám đốc Y tế của Bộ Y tế British Columbia. Vào tháng 4 năm 2007, Adams được bổ nhiệm làm Cố vấn sức khỏe dành cho dân ản địa đầu tiên ở tỉnh British Columbia. Vào tháng 4 năm 2012, Adams đã được Tiến sĩ Perry Kendall phong làm Phó Giám đốc Y tế tỉnh cho British Columbia. Vào ngày 1 tháng 12 năm 2014, Adams đã trở thành Giám đốc Y tế của Cơ quan Y tế Quốc gia Đầu tiên ở British Columbia.